# 髙橋敏彦
髙橋 敏彦（たかはし としひこ、1955年4月7日 - ）は、日本の建築家、政治家。勲等は旭日小綬章。元岩手県北上市長（3期）。

## 略歴
岩手県北上市和賀町（旧・和賀郡和賀町）出身。1974年3月、岩手県立黒沢尻北高等学校卒業。1978年3月、日本大学理工学部建築学科卒業 。1980年、日本大学大学院理工学研究科建築学専攻博士前期課程修了 。その後高橋建築事務所に入り、設計に従事する。後高橋設計に社名変更し、代表に就任。
岩手県総合計画審議会委員のほか、特定非営利活動法人いわてNPO-NETサポートの代表理事をつとめる。日本現代詩歌文学館で、1990年、日本建築士事務所協会連合会会長賞、1991年、日本建築士会連合会私の推薦する作品優秀賞受賞。1996年には、湯田文化創造館銀河ホールで第16回東北建築賞作品賞。その他の代表作に、サトウ・ハチロー記念館（岩手県北上市）北上総合体育館、おにやなぎ保育園、北良メディカルセンターがある。
2011年1月17日、4月に行われる北上市長選挙に公明党推薦の無所属で出馬することを表明した。4月24日に行われた選挙で勝利し、初当選を果たす。北上市に存在する16の地域コミュニティをあじさいの花に例えた「あじさい都市」きたかみの創造に向け、活動を開始する。4月27日、市長就任。
2015年4月、無投票により再選。自身の掲げるあじさい都市きたかみ第2ステージの幕切れを宣言する。
2019年4月、無投票により3選。
2022年12月5日の定例記者会見にて、次の市長選挙には立候補せず、2023年4月26日の任期満了をもって勇退することを発表した。
2025年（令和7年）春の叙勲で旭日小綬章を受章した。